# Чудний епізод
«Чудний епізод» — оповідання Володимира Винниченка.
Тема твору — про революційну інтелігенцію і про інтелігенцію взагалі.

## Ідея твору
Ідея — роздуми над «химерною грою життя», що постають в оболонці любовної пригоди. Герой цієї новели любить красуню Наталку, хоч вона й не приховує, що романтичні почуття її цікавлять значно менше, ніж меркантильний розрахунок.

## Сюжет
Зустріч героя-оповідача з повією. Вона веде його в свою маленьку кімнату, яка водночас є й майстернею, адже огидлива «мара» — повія мимоволі, а насправді вона художниця, якій треба якось заробляти гріш заради творчості. Смисловим ядром у новелі виступає незавершена скульптурна робота, в якій оповідач упізнає риси самої авторки, але водночас — і риси Наталки! «Се була надзвичайно огидлива жінка, така огидлива, що не можна було одірвати очей. Се було щось вражаюче, щось несподівано дивно приваблююче, жахливе й разом з тим повне якоїсь таємної туги, смокчучої, якоїсь тихої печалі».
Чудний епізод завершується синтезом; загадковий сюжет, в основі якого — екстравагантна любовна пригода, обертається філософськими констатаціями. Вони, ці констатації, зовсім не із ряду плоских, самоочевидних істин. Адже є в новелі ще й якась моторошна приваба мистецького твору, який мало не містичним чином вбирає в себе життя й особистість художника.

## Персонажі
- Володимир;
- Наталя;
- Жінка у вуалі з парасолькою;
- Жіночі персонажі об'єднані в одному персонажі.